# Вестник церковной истории
«Ве́стник церко́вной исто́рии» — периодическое научное издание, приложение к «Православной энциклопедии». Посвящено церковной истории. Основан в 2005 году. Периодичность — четыре номера в год. Главный редактор — Сергей Кравец. Редакция находится в Москве. Журнал индексируется РИНЦ.

## История
Предшественником «Вестника церковной истории» можно считать журнал «Исторический вестник», который издавался с 1999 до 2002 года возрождённым Макарьевским фондом (вышло 12 номеров).
В 2005 году под председательством Патриарха Московского и всея Руси Алексия II состоялись два совместных заседания наблюдательного, попечительского и общественного советов «Православной энциклопедии», на которых в том числе было принято решение начать с 2006 года издание журнала «Вестник церковной истории».
23 марта 2006 года журнал получил свидетельство о регистрации № ФС77-23748. Главным редактором журнала стал Сергей Кравец. Научным секретарём стал игумен Митрофан (Шкурин), ранее работавший на аналогичной должности в «Историческом вестнике».
В ноябре 2006 года главный редактор издания Сергей Кравец отметил:

В этом году мы впервые приступили к изданию ежеквартального научного журнала «Вестник церковной истории» и выпустили уже три номера. Журнал, предназначенный для специалистов, исследователей, преподавателей и студентов, позволил нам во многом реализовать тот потенциал, который возникает при работе над обширными темами, но не может быть включён в наши тома по требованиям справочно-энциклопедического характера издания. Мы надеемся, что этот журнал будет востребован, прежде всего, отечественной исторической наукой.
Публицист Сергей Бычков, анализируя первые четыре номера журнала, отмечал:

Журнал стал гораздо академичнее и строже в выборе авторов. Он уже не гонится, как прежде, за известными именами, которые стяжали громкую известность ещё в советские времена, переливая из пустого в порожнее. Среди членов редакционного совета появились имена серьёзных историков. Произошли серьёзные изменения и в выборе авторов. Расширилась их география. На страницах журнала можно встретить статьи провинциальных учёных из Вологды и Петрозаводска, Липецка и Калининграда, Северодвинска и Новосибирска. За прошедшие 17 лет развития новой России появилось немало серьёзных учёных-историков из глубинки. Их отличает добротная научная школа и, в отличие от столичных исследователей, неангажированность взглядов. Самый важный пласт исследований, публикуемый «Историческим вестником», это, конечно же, материалы Патриаршей канцелярии. Эти материалы, долгие годы находившиеся под спудом, благодаря открытости Патриарха Московского и всея Руси Алексия II наконец-то вводятся в научный оборот. <…> Отпечатанный на добротной бумаге, он отличается не только полиграфическим качеством, но и широтой охвата, присущей только этому изданию. <…> «Исторический вестник» взял на себя трудную миссию культуртрегера. На его страницах размещены сведения об изданиях по церковной истории и смежным дисциплинам. Отслеживаются многочисленные научные конференции, которые проводятся в российской глубинке и часто ничуть не уступают, а то и превосходят по глубине столичные, которые всё больше вырождаются в тусовки.

1 ноября 2007 года министр образования и науки Андрей Фурсенко заявил, что министерство науки и образования готово включить «Вестник церковной истории» в число изданий, публикации в которых будут засчитываться при подготовке диссертаций.
Начавшийся в 2008 года экономический кризис поставил под вопрос продолжение издания. Однако 18 марта 2009 года на совместном заседании наблюдательного, попечительского и общественного советов по изданию «Православной энциклопедии» журнал было решено сохранить вместе с другими важнейшими проектами «Православной энциклопедии». В целях сокращения расходов журнал временно перешёл на выпуск спаренных номеров, сократился тираж, штат редакции, прекращена публикация цветных иллюстраций. Чтобы издание оставалось доступным для широкого круга исследователей, редакционным советом было принято решение помещать полную версию журнала в библиотеке сайта «Седмица.ру» (первый оцифрованный номер был опубликован в апреле 2009 года).
Издание включено в список научных журналов, признаваемых Общецерковной аспирантурой и докторантурой имени святых равноапостольных Кирилла и Мефодия ведущими периодическими изданиями, в которых должны публиковаться результаты исследований соискателей церковных ученых степеней кандидата и доктора богословия. В «Православной энциклопедии» «Вестник церковной истории» отмечен среди ведущих церковно-исторических журналов.

## Редакция
Редакционный совет: митрополит Липецкий и Задонский Арсений (председатель), к.филос.н. С. Л. Кравец (главный редактор, заместитель председателя), А. И. Алексеев, д.и.н. О. Ю. Васильева, протоиерей Владимир Воробьёв, д.и.н., игумен Дамаскин (Орловский), академик С. П. Карпов, Е. В. Кравец, архимандрит Макарий (Веретенников), академик И. П. Медведев, член-корреспондент РАН С. В. Мироненко, к.и.н. А. А. Турилов, член-корреспондент РАН Б. Н. Флоря, член-корреспондент РАН В. С. Христофоров, протоиерей Владислав Цыпин. С начала издания журнала до кончины в 2008 году в редакционный совет входил д.и.н. И. С. Чичуров. 
Научный редактор — И. Н. Шамина.
Редактор раздела «Критика, библиография, научная жизнь» - Шамин С. М.